# Nico van den Hooven
Nico van den Hooven (Rotterdam, 5 oktober 1933 – vermoedelijk Leens, 4 juni 1991) was een Nederlands organist.
Hij ontving zijn opleiding van Jan Hermanus Besselaar, Feike Asma, Adriaan Engels, Albert de Klerk, Stoffel van Viegen en Cor Kee. Hij volgde een studie aan het Utrechts Conservatorium, waar hij in 1962 afstudeerde. In 1962 was hij de winnaar van het Nationaal Orgelimprovisatieconcours in Bolsward. Hij werd onder meer organist in Den Haag (Goede Vrijdagkerk). In 1965 kreeg hij een Prix d’Excellence toebedeeld. Hij was vanaf 1965 (hoofd-) docent orgel aan genoemd conservatorium en leverde een aantal bekende leerlingen af zoals André van Vliet. Zijn docentschap liet hij prevaleren boven het geven van concerten. In 1988 ging hij als docent met pensioen. In die jaren speelde hij nog wel in de Petruskerk in Leens.
Van zijn hand verscheen een aantal werken, met in 1965 Prelude voor orgel. Wolfgang Wijdeveld droeg zijn 12 pezzi diversi per organo a quattro mani e piedi opus 79 uit 1977 aan hem op; ze speelden het samen op 23 december 1977 bij de ingebruikname van het nieuwe orgel in het Utrechts Conservatorium.
- Gemeinsame Normdatei: 1124030654
- International Standard Name Identifier: 0000 0004 5268 8978
- Nederlandse Thesaurus van Auteursnamen: 395255929
- Virtual International Authority File: 317190924
- WorldCat: E39PBJwhwXXYFxjPHF74ymJxDq